# 52 miglia di terrore
52 miglia di terrore (Hot Rods to Hell) è un film statunitense del 1967 diretto da John Brahm.

## Trama
Tom Phillips è in cerca di tranquillità nel centro del Colorado con sua moglie e sua figlia, gestendo un piccolo motel del centro. La zona è frequentata da una banda di motociclisti che rendono la vita un inferno.